# QJY-88
Pour les articles homonymes, voir LMG.
 (octobre 2013).
Si vous disposez d'ouvrages ou d'articles de référence ou si vous connaissez des sites web de qualité traitant du thème abordé ici, merci de compléter l'article en donnant les références utiles à sa vérifiabilité et en les liant à la section « Notes et références ».

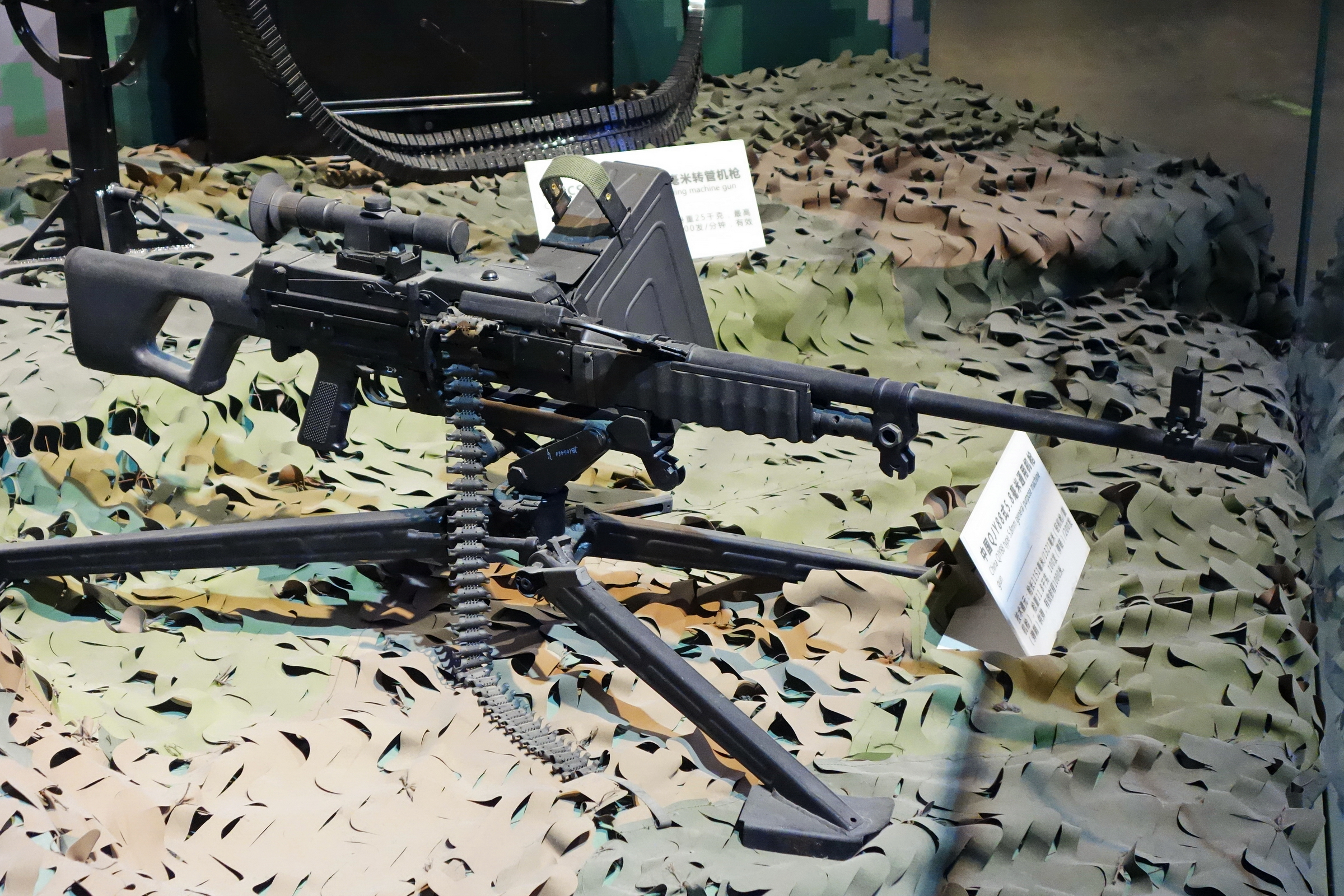
Mitrailleuse QJY-88.

Le QJY-88, également connu sous le nom de Type 88 LMG, est une mitrailleuse légère conçue dans les années 1980 par la société Norinco (China North Industries Corporation).

## Présentation et caractéristiques
Sortie en 1988, elle était destinée à remplacer les mitrailleuses Type 67 et Type 80 (copie de RPD et PKM/PKP Russe) en service dans l'Armée populaire de libération et la police, abandonnant ainsi le calibre russe de 7.62x54R pour le 5.8x42 du standard chinois.
Il en existe 2 versions, l'une courte et l'autre longue, de respectivement 1 151 mm pour 7,6 kg et 1 321 mm pour 11,8 kg. La longueur du canon est de 600 mm et utilise la munition DBP88 Heavy Round du calibre 5.8x42, mais n'est pas interchangeable avec celle de la QBZ-95 par exemple[réf. souhaitée]. Le projectile de 5 g sort du canon à une vitesse de 895 m/s, pour une portée de 200 m ou 600 m avec lunette[réf. souhaitée]. Toutefois, l'Armée populaire de libération a s'est plainte que la portée était en fait réduite à 400 m, que la force[pas clair] était réduite de 35 % par rapport au Type 67 et qu'elle avait un poids plus élevé qu'une FN Minimi[réf. nécessaire].
L'alimentation se fait par bandes de 100 à 200 cartouches. L'ensemble requiert un équipage de deux personnes, un tireur et un chargeur, à cause de son poids important[réf. souhaitée].